# Ekel (Bottrop)
Ekel ist ein Stadtteil des Bottroper Stadtbezirks Kirchhellen in Nordrhein-Westfalen.

## Lage
Ekel ist einer der nördlichsten Stadtteile von Bottrop. Er grenzt im Nordwesten an Schermbeck (Kreis Wesel), im Norden an Dorsten (Kreis Recklinghausen), im Osten an Feldhausen und im Süden an Overhagen und Hardinghausen – alle Bottroper Stadtteile im Stadtbezirk Kirchhellen.
Durch den Ort verlaufen die A 31 und die B 225 und fließt der Breilsbach. Am westlichen Ortsrand verläuft die Landesstraße L 104 und am südöstlichen Ortsrand die L 623.

## Naturschutzgebiete
Unweit westlich und nördlich erstrecken sich diese Naturschutzgebiete (NSG):
- das etwa 26,8 ha große NSG Abgrabungsgewässer am Zieroth (BOT-009),
- auf dem Gebiet der Stadt Dorsten im  Kreis Recklinghausen das etwa 78,1 ha große NSG Postwegmoore (RE-008) und
- das etwa 39,4 ha große NSG Postwegmoore und Rütterberg-Nord (BOT-002).[1]